# تسوباسا یوشیهیرا
تسوباسا یوشیهیرا (انگلیسی: Tsubasa Yoshihira؛ زادهٔ ۵ ژانویهٔ ۱۹۹۸) بازیکن فوتبال اهل ژاپن است.